# Waldemar von Lilienthal
Waldemar von Lilienthal (Hinrichshagen, 19 de fevereiro de 1856 - Konstanz,  8 agosto de 1892) foi um administrador distrital alemão.

## Vida
Waldemar era filho do capitão prussiano e senhor de Hinrichshagenhof Benno von Lilienthal (1818-1859) e sua esposa Helene Wilhelmine, nascida Meyer (1829-1890). Ele estudou direito na Universidade Ruprecht-Karls em Heidelberg. Em 1875, Lilienthal tornou-se membro do Corpo Saxo-Borussia Heidelberg. Após concluir seus estudos, ele ingressou no serviço público prussiano e foi inicialmente assessor do governo em Bromberg. No início de 1889 tornou-se administrador distrital do distrito de Wongrowitz na província de Posen. Em agosto foi transferido para o distrito de Emden, onde foi administrador distrital até sua morte em 1892.